# Integripalpia
Integripalpia — один з підрядів комах ряду волохокрильців. Назва перекладається українською як «цільнополапкові», що пов'язано з будовою кінцевого членика щелепних полапків, який не розділений на окремі сегменти, як у іншого підряду Annulipalpia.

## Опис
Імаго мають 5-6-членикові губні полапки. У самиць статевий і анальний отвір зазвичай окремі.
За зовнішнім виглядом личинки волохокрильців цього підряду нагадують гусениць. Ротові частини гризучого типу. Основна вісь голови перпендикулярна вісі тіла.

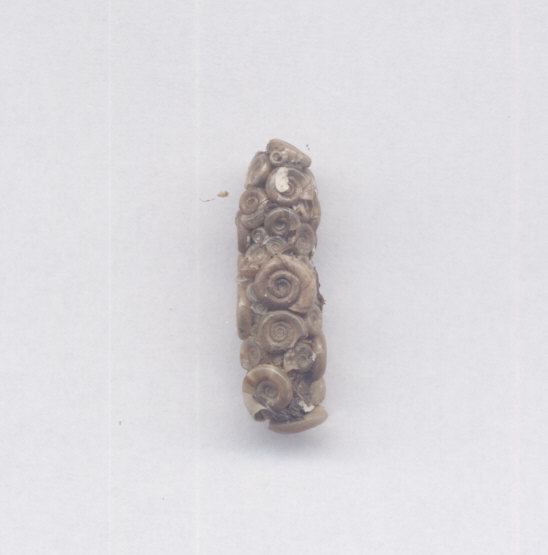
Чохлик личинки Limnephilus flavicornis

На відміну від представників іншого численного підряду Annulipalpia, прісноводні личинки Integripalpia будують будиночки-чохлики з дрібних неорганічних чи органічних частинок, як-то камінці, мушлі, уламки рослин, піщинки тощо. Будиночки відрізняються в різних родин і родів. Личинки мають 2-3 м'язисті вирости на спинній частині першого сегменту черевця, які є, ймовірно, пристосуванням до мешкання в чохлику.
Кокон, що оточує лялечку Integripalpia, є відкритим та проникним, на відміну від закритих коконів інших волохокрильців.

## Різноманіття
Підряд обєднує понад 30 родин
Його розділяють на 2 інфраряди та 5 надродин:
- Plenitentoria
  - Limnephiloidea
  - Phryganoidea
  - Tasmioidea
- Brevitentoria
  - Leptoceroidea
  - Sericostomatoidea

Положення низки родин, що їх пропонували виділити в окремий підряд Spicipalpia, але які за кладистичним аналізом належать до Integripalpia, станом на 2020 рік залишається суперечливим.

## Походження
Викопні представники підряду відомі з юрського періоду. Найдавніші залишки крил описані з Азії, зокрема з бурштинів азійської частини Росії. Скам'янілі чохлики відомі з юрських відкладів, проте за ними неможливо точно встановити систематичне положення.